# Scott Menville
Scott David Menville (ur. 12 lutego 1971 w Malibu) − amerykański aktor głosowy, filmowy, muzyk i wokalista zespołu Boy Hits Car.

## Życiorys
Menville urodził się w Malibu. Gra od jedenastego roku życia, jest synem animatora telewizyjnego i pisarza Chucka Menville'a.

## Filmografia
| Głos i dubbing | Głos i dubbing                 | Głos i dubbing                              | Głos i dubbing |
| Rok            | Tytuł                          | Rola                                        | Uwagi          |
| -------------- | ------------------------------ | ------------------------------------------- | -------------- |
| 2003-2006      | Młodzi Tytani                  | Robin                                       | Głos           |
| 2006-2008      | Kudłaty i Scooby Doo na tropie | Kudłaty Rogers                              | Głos           |
| 2008-2010      | Ben 10: Obca potęga            | JT                                          | Głos           |
| 2010-2011      | Ben 10: Ultimate Alien         | Jimmy Jones, JT                             | Głos           |
| 2013-?         | Młodzi Tytani: Akcja!          | Robin, Czerwony X, Speedy, Mroczne Skrzydło | Głos           |
| 2018           | Młodzi Tytani: Akcja! Film     | Robin                                       | Głos           |